# Духан, Игорь Николаевич
И́горь Никола́евич Духа́н (р. 23 ноября 1965) — теоретик искусства, архитектор и дизайнер, куратор экспозиций и проектов современного искусства и дизайна

## Биография
Кандидат архитектуры.  Доктор философских наук (Московский государственный университет им. М.В.Ломоносова, 2012); тема диссертации — «Становление концепции времени в искусстве и проектной культуре XX века».
Заведующий кафедрой искусств и профессор Белорусского государственного университета. В качестве приглашенного профессора читал лекции в Баухаузе, Британской библиотеке, Мичиганском университете в Анн-Арборе, Королевском университете Белфаста, университетах Северной Каролины, Палермо и др. Председатель жюри международного фестиваля современного и авангардного искусства «Мамонт», куратор Национальной триеннале современного искусства.Автор многочисленных работ по проблемам современного искусства, теории искусства, архитектуры и дизайна, опубликованных в Беларуси. России,  Великобритании,
Франции, Германии, Польше, и др..
На формирование исследовательских интересов И. Н. Духана оказали значительное воздействие И. Е. Данилова, А. Н. Колонтай, А. Л. Доброхотов, А. Г. Раппопорт, К. Милле, Х. Холлейн. В 1990-е годы основные исследования И. Н. Духана были направлены на осмысление времени как категории и пластической стратегии в искусстве и архитектуре, При этом тезис исследователя о том, что время является конституирующим фактором в архитектуре и визуальных искусствах, предопределяющем их композицию, оказался особенно близок поискам современного искусства. В 2000-х исследования и проекты Игоря Духана относились к взаимодействию языков неоклассицизма XX века с современным художественным и проектным формообразованием, environmental vision и культурно-урбанистической политике. С 2010 года его исследования сконцентрированы на движении концептов современности в художественных и урбанистических практиках XX - XXI вв., "вечном возвращении" в современном искусстве, собственно концепте современности в перспективе критического осмысления тем Джорджио Агамбена и Шмуэля Айзенштадта. Цикл дискуссий о философии современного искусства, соотношении классического искусства и современного музея, конструировании отображений во времени публикуется И. Н. Духаном в Art Press, Art in Translation etc.
Сочетая теорию и практику, Игорь Духан является куратором и автором проектных концепций экспозиций "Минск. Искусство-время-пространство" (2000, Лондон, Купол тысячелетия; Ганновер, мировая ЭКСПО и др.), "Искусство как среда. К столетию УНОВИС", Национальной триеннале современного искусства (2017) и др. Исследования он соединяет с непосредственным участием в актуальном художественном и проектном творчестве, урбанистических программах, является ведущим экспертом в подготовке комплексной номинации ЮНЕСКО, посвященной триумфальным авеню в послевоенном урбанизме Минска, Москвы, Берлина и Варшавы.
Член международных редколлегий научных журналов "Urbi et Orbi", "Art", "Человек в социокультурном измерении". Член международного совета Евразийской философской премии, международной премии в области архитектуры и дизайна "Golden Trezzini" и других. Лауреат Премии им В.И.Пичеты в области науки Белорусского государственного университета (2023), первой премии XV Национального фестиваля архитектуры за монографию "Куртуазный код" (2023).

## Проекты (избранные)
- Исследование влияния национальных особенностей и региональных условий на формирование и тенденции развития жилой предметной Среды (ВНИИТЭ, научный руководитель темы — С. О. Хан-Магомедов, 1988)[1]
- Жилище 2000 года (ВНИИТЭ, 1989)[1]
- Искусствознание в системе культуры (Министерство образования и науки, 1993—1995, научное руководство);
- Экспозиция "Minsk. Art.Place.Time" в Millennium Dome (Лондон - Гринвич, 2000)
- полифункциональный архитектурный комплекс Белорусского государственного университета на проспекте Машерова (архитектурно-градостроительный проект в соавторстве с В. С. Белянкиным , Ю. Шишко, 2003)[1]
- Art in Emigre Press (1917 - 1935) (research project with professor Susanne Marten-Finnis, Queen's University, 2007-2010)
- ART IN TRANSLATION (University of Ediburgh, Getty Foundation, edited by Iain Boyd Whyte and Claudia Hopkins) - guest editor of volume 8, 2016, - issue 2
- Искусство как среда. К столетию УНОВИСа (экспозиция современного искусства и дизайна, куратор, НЦСИ)
- European Art Writing on the Art of the United States 1945-1990 (University of Edinburgh and Getty Foundation, 2016-2017)
- Национальная триеннале современного искусства (куратор, 2017)

## Участие в творческих и общественных организациях
- European Society of Culture[1]
- ICOM
- Международный союз дизайнеров[1]
- Член совета Белорусского союза дизайнеров и Белорусского союза архитекторов[1]
- Академия архитектуры[1]

### Книги
- Духан И. Н. Теория искусств. категория времени в искусстве и архитектуре. - Минск: издательство БГУ, 2005.
- Духан Игорь. Эль Лисицкий, 1890–1941: Геометрия времени. — М.: TASCHEN, Арт-Родник, 2010. — 96 с. — (Малая серия искусств). — 3000 экз. — ISBN 978-5-404-00011-5.
- Духан И. Н. Становление пространственно-временной концепции в искусстве и проектной культуре XX века. — Минск: Издательство Белгосуниверситета, 2010.
- Духан И. Н. Минск. Проспект Независимости. Минск, 2016.
- Духан, И. Н. Концепты современности: искусство, архитектура, дизайн. – Минск : БГУ, 2021.
- Духан И. Н. Куртуазный код. Искусство и дизайн Льва Агибалова. М. Индрик, 2022

Общее научное редактирование и составление журналов и сборников научных статей
 Милле К. Современное искусство Франции. Под. ред. И.Н.Духан. Пер.с франц. Л.П. Морозова, А.М. Дудина, А. В. Жук, С.М. Артюшевская.   Минск: Пропилеи, 1995.
Диалог культур и культурная политика. Минск: Международный центр культуры и искусства, 1998. 225 с.
Искусство и философия. Материалы международной конференции, посвященной столетию со дня рождения Ж.-П. Сартра и Э. Левинаса / Белорусский государственный университет; Под. ред. И. Н. Духана и А. А. Легчилина. - Минск: БГУ, 2007. 301 с.
Авангард и культуры: искусство, дизайн, среда.  Сб. ст. / ЮНЕСКО,  Белорусский государственный университет; Под. ред. И. Н. Духана. - Минск: ГИУСТ БГУ, 2007. 211 с.
Современное искусство после «современного искусства»: визуальные практики, архитектура, дизайн : сб. ст. / редкол. : Л. А. Бажанов [и др.]; общ. ред. и сост. И. Н. Духана, К. Милле ; пер. с фр. И. Г. Драбкиной, И. Н. Духана. – Минск : ГИУСТ БГУ , 2011
Art in Translation, Special issue: Russian Art and Architecture of the early Twentieth Century  / под редакцией Igor Dukhan and Richard Anderson; University of Edinburgh and Getty Foundation; Routledge Publishing House. – 2016. - vol. 8. - issue 2. – 277 p.

### Статьи (избранные)
- О программе и составе иконостасов XVII—XVIII веков // Советское славяноведение. — 1988. — № 2. — С. 70—84.
- К «грамматике» предметного ансамбля  / Академия наук СССР. Институт славяноведения и балканистики. Под ред. Л. А. Сафроновой. — М.: Академия наук СССР, 1989.
- Категория изменчивости в интерпретации городской среды // Х Всесоюзная конференция по логике, методологии и философии науки. — Минск, 1990.
- История и время градостроительного произведения // История и культура: Сборник статей  / Академия наук СССР. Институт славяноведения и балканистики. Под ред. Л. А. Сафроновой. — М.: Наука, 1991.
- Произведение искусства в архитектурном пространстве барокко // Nou gotikos iki Romantismo: Сборник статей  / Red.: I. Vaisvilaite. — Vilnius: Academia, 1992. — С. 245—262.
- Проблема времени в западноевропейском урбанизме второй половины XIX века // Диалог культур: Сб. ст. / Государственный музей изобразительных искусств имени А. С. Пушкина и Институт высших гуманитарных исследований Российского государственного гуманитарного университета; Под ред. И. Е. Даниловой. ─ Москва: РГГУ и ГМИИ им. А.Пушкина, 1994. ─ С.117 — 131.
- Милле К. Современное искусство Франции. Под. ред. И. Н. Духан. Пер.с франц. Л. П. Морозова, А. М. Дудина, А. В. Жук, С. М. Артюшевская. — Минск: Пропилеи, 1995.
- Современное искусство — история продолжается // Милле К. Современное искусство Франции. Под. ред. И. Н. Духан. Пер.с франц. Л. П. Морозова, А. М. Дудина, А. В. Жук, С. М. Артюшевская. ─ Минск: Пропилеи, 1995. ─ С. 6 — 13.
- Beyond the Holy City: Symbolic Intentions in the Avant — Garde Urban Utopia // The Real and Ideal Jerusalem in Jewish, Christian and Islamic Art / Ed. by B. Kuhnel. ─ Jerusalem: The Hebrew University of Jerusalem, 1998. ─ P. 565—575.
- Введение: Культурная политика versus многообразия культурных миров: Диалог культур и культурная политика. Сб. науч. ст. /: Международный центр культуры и искусства; Редкол.: И. Н. Духан и др. Минск, 1998. — С. 14-41.
- Диалог культур и культурная политика. Минск: Международный центр культуры и искусства, 1998.
- Культурная политика versus многообразия культурных миров // Диалог культур и культурная политика: Сб. ст. / Международный центр культуры, искусства и коммуникаций; Сост. И. Н. Духан.- Минск, 1998. — С. 14 — 38.
- О художественном времени градостроительной композиции // Введение во храм: Сб. ст. в честь И. Е. Даниловой / Под. ред. Л. И. Акимовой. ─ Москва: Языки русской культуры, 1998. ─ С. 428—441.
- Minsk: Art-Time-Space. Prospect of the Architectural and Artistic Exposition at the Millennium Dome. Minsk: Minsk City Executive Committee; London: Millennium Dome, 2000.
- Становление утопического пространства в архитектуре XX века. // Россия — Германия. Культурные связи, искусство, литература в первой половине двадцатого века / Под. ред. И. Е. Даниловой. — Москва: ГМИИ им. А. С. Пушкина, 2000. — С. 295—323.
- Тень бытия: искусство и Эмманюэль Левинас // Евреи в меняющемся мире. Сб. науч. ст. /Латвийский университет; Редкол.: Г. Брановер и др. — Рига, 2000. С. 45-59.
- Baroque City: the Conception of Time and History // Acta Academiae Artium Vilnensis. 2001. — Vol. 21. — P. 263—277.
- The Ethics of Representation and Modern Art // Ethics and Literature. /Ed. by D. Gelhard. — Cambridge (Mass.), 2001. — Р. 92-107.
- Италия в итальянском дизайне // PRO-дизайн. 2001, № 3.
- Zwei Utopien — Kunst und Architektur in Belarus // Wostok Spezial (Belarus im Zentrum Europas). Berlin, 2002.
- Архитектура как символическая форма // Архитектурное образование: глобальные тенденции и региональные традиции: Сб. науч. ст. /Редкол.: Г. Г. Баранец и др. — Минск: Белорусский национальный технический университет, 2002.
- Сергей Саркисов: тектоника знака // PRO-дизайн. 2002. — № 4. — С. 21-23.
- Эль Лисицкий и монтаж времени // PRO-дизайн. 2002. — № 4.
- Эль Лисицкий, еврейский стиль, авангард // Материалы 11й Международной Междисциплинарной Конференции по Иудаике / Институт славяноведения РАН, Центр «Сэвер»; Институт славяноведения РАН; Редколл.: В. В. Мочалова и др. — Москва, 2004. С. 313—341.
- Эммануэль Левинас и тотальность искусства // Вестник Еврейского университета (Иерусалим — Москва). — 2004, 9 (27). — С. 237—251.
- Dream and Experiment: Time and Style in 1920s Berlin Émigré Magazines: Zhar Ptitsa and Milgroym (co-authorship with Susanna Marten-Finnis) // East European Jewish Affairs. — 2005 (December). — vol. 35. — No 2. — P. 225—245.
- Jewishness, Constructivism, Russian-German Expressionism: Concept and Style of El Lissitzkys Works in 1920s Berlin // Staatsbibliotek zu Berlin, Neuerwerbungen der Ostasienabteilung. — 2005 (Sonderheft 10). — S. 53-70.
- Теория искусств. Категория времени в архитектуре и изобразительном искусстве. Минск: Издательство Белгосуниверситета, 2005. (, 1.07 Мбайт)
- Jewish Art: Re-Evaluation // East European Jewish Affairs. 2006. — Volume 36. — N 1 / June. Р. 97-120.
- Гульня рэпрэзентацый // Мастацтва. — 2006. — N2.
- Творчасць, тэхналогii, віртуальнае (в соавторстве с Анатолием Гринбергом) // Мастацтва. — N 4. — 2006.
- Эль Лисицкий и русско-еврейско-немецкий авангард // Русско-еврейская культура / Отв ред. О. В. Будницкий. — Москва: Роспэн, 2006. — С. 453—472.
- El Lissitzky — Jewish as Universal: From Jewish Style to Pangeometry // Ars Judaica: The Bar-Ilan Journal of Jewish Art. — 2007. — Vol. 3. — P. 53-72. (, 659 Кбайт)
- АВАНГАРД И КУЛЬТУРЫ: ИСКУССТВО, ДИЗАЙН, СРЕДА. Сб. ст. / ЮНЕСКО, Белорусский государственный университет; Под. ред. И. Н. Духана. — Минск: ГИУСТ БГУ, 2007.
- Авангард и «авангарды» в искусстве и проектной культуре 20 века (введение) // АВАНГАРД И КУЛЬТУРЫ: ИСКУССТВО, ДИЗАЙН, СРЕДА. Сб. ст. / ЮНЕСКО, / Белорусский государственный университет; Под. ред. И. Н. Духана. — Минск: ГИУСТ БГУ, 2007.
- Заметки на полях «Реальности и её тени» // Искусство и философия. Материалы международной конференции, посвященной столетию со дня рождения Ж.-П. Сартра и Э. Левинаса / Белорусский государственный университет; под. ред. И. Н. Духана и А. А. Легчилина. — Минск: ГИУСТ БГУ, 2007.
- Искусство и философия. Материалы международной конференции, посвященной столетию со дня рождения Ж.-П. Сартра и Э. Левинаса / Белорусский государственный университет; Под. ред. И. Н. Духана и А. А. Легчилина. — Минск: ГИУСТ БГУ, 2007.
- Искусство и философия: необходимость взаимодействия (в соавторстве с А. А. Легчилиным) // Искусство и философия. Материалы международной конференции, посвященной столетию со дня рождения Ж.-П. Сартра и Э. Левинаса / Белорусский государственный университет; Под. ред. И. Н. Духана и А. А. Легчилина. — Минск: ГИУСТ БГУ, 2007.
- Музэй у кантэксце сучаснай культуры // Мастацтва. — 2007. — № 1.
- Утопическое в средообразовании авангарда // АВАНГАРД И КУЛЬТУРЫ: ИСКУССТВО, ДИЗАЙН, СРЕДА. Сб. ст. / ЮНЕСКО, Белорусский государственный университет; под. ред. И. Н. Духана. — Минск: ГИУСТ БГУ, 2007. — С. 183—193.
- Transnationale Öffentlichkeit und Dialog im Russischen Berlin. Die Avantgarde-Zeitschrift Vešč — Gegenstand — Objet // Osteuropa. Marz, 2008. S. 37-49 (together with Susanne Marten-Finnis) (, 887 Кбайт)
- Введение // Интерьер и свет в итальянском дизайне. Design Italiano: Luci e Arredi. Каталог выставки. 2008.
- Гульні розуму ці пошук універсалій. З рэдакцыйнага «Круглага стала» па пытаннях тэорыі мастацтва. Тэкст дыскусыі.Мастацтва,2008, 2. С.4-11.
- Каллиграф, или актуальность классического // Павел Семченко. Мелодиография. Каталогвыставки произведений. Минск: Артия Групп, 2008.
- Искусство длительности: философия Анри Бергсона и художественный эксперимент // Логос (Москва). 2009 № 3. С. 185—203.
- Классические формы и порядок времени // Архитектура и строительство. 2009. № 3. С. 68-74.
- Пространство, время, стиль в архитектуре и искусстве второй половины XIX века // Очерки истории теории архитектуры Нового и Новейшего времени / Российская академия архитектуры и строительных наук; НИИ теории архитектуры и градостроительства; под ред. И. А. Азизян. — Санкт-Петербург: Коло, 2009. С. 218—249.
- Философия классического в искусстве и проектной культуре модернизма // Вопросы философии. — 2009. — N 6. — С. 47-59.
- Чувственная геометрия: этюд к философии классической пропорциональности // Архитектура и строительные науки. 2009. C. 7 — 11.
- Эммануэль Левинас и возможность искусства // Кафоликия / Сб. научн. трудов. Под ред. А. В. Данилова. Минск, 2009. С. 104—111.
- «Реконструкция времени» как философия классического формообразования // Философские науки (Москва). 2009. № 12. C. 76-92.
- Кубизм и длительность // Искусствознание (Москва). 2010. № 1.
- Centre national d’art contemporain: avant-garde et imaginaire // Art press. – 2011. – N 385. - P. 61 – 68.
- Lissitzky’s Path to Pressa: Space-Time Concept, Montage, Show // Die Pressa, Internationale Pressausstellung Köln 1928 /Hg. S. Marten-Finnis und M. Nagel. - Bremen: Edition lumière, 2012.
- Неоклассицизм и счастье: ансамбль проспекта Независимости в Минске // Искусствознание . – 2014. - №3-4.
- Горизонталь и Возвышенное // Academia (научный журнал Российской академии архитектуры и строительных наук, Москва). – 2014. - №4.- С. 67 - 83.
- Духан I., Аладау В., Баженава В. Архітэктурны мадэрнізм савецкага часу // Мастацтва. – 2015.
- Духан I., Баженава В., Лобан I. А хто там iдзе? // Мастацтва. – 2015. - № 8.
- Controversies and     Transfigurations: Views on Russian Twentieth-Century Arts and Architecture     // Art in Translation, 2016, vol. 8, issue 2, pages 129-136.
- Visual Geometry: El Lissitzky     and the Establishment of Conceptions of Space–Time in Avant-garde Art //     // Art in Translation, 2016, vol. 8, issue 2, pages 194-220.
- Du musée Pouchkine au musée imaginaire // Art press, N 439 (decembre 2016),
- Мадэрнізм – незавершаны праект? // Мастацтва. – 2017. - № 5 (410).